# Zeuxo
För andra betydelser, se Zeuxo (olika betydelser).

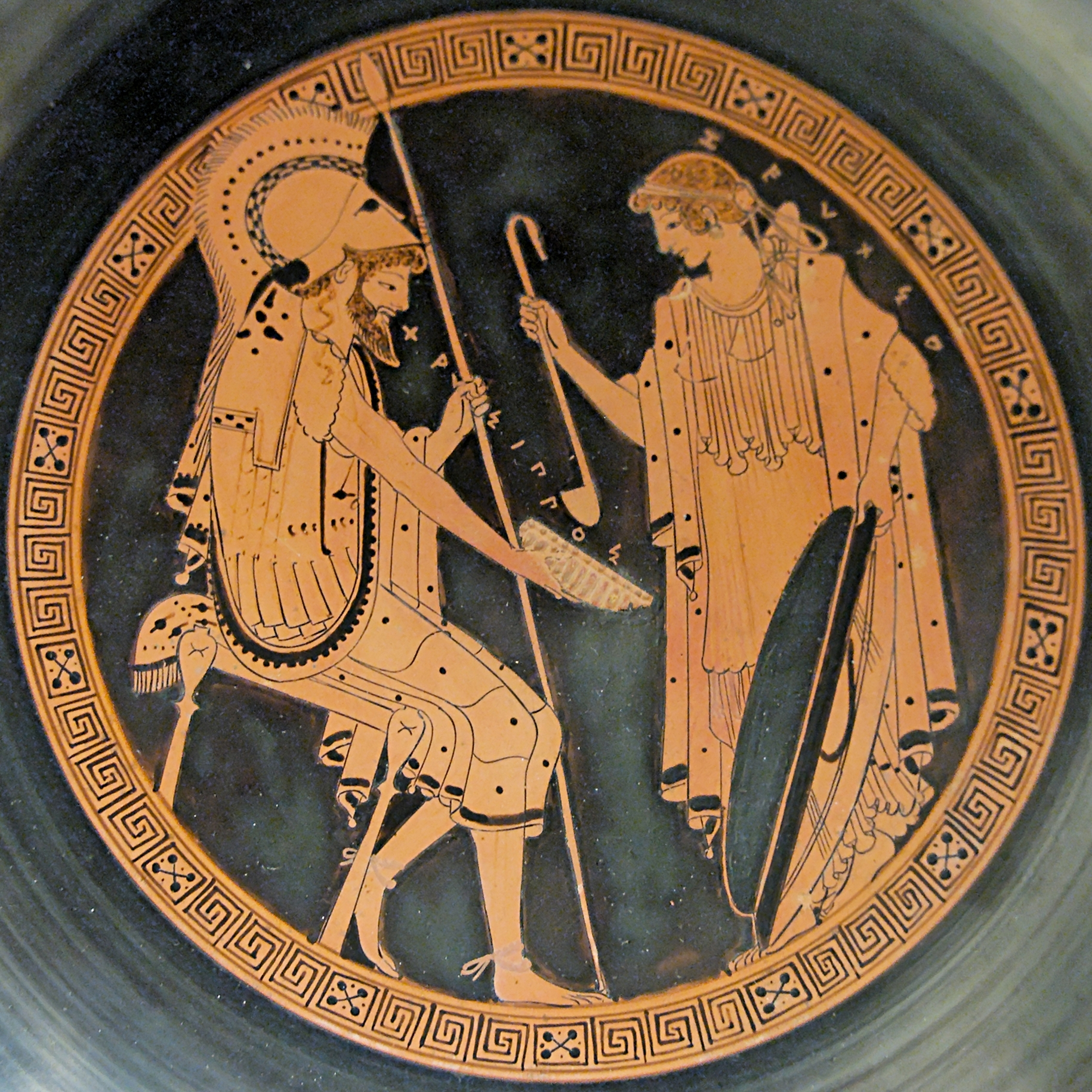
Zeuxo häller vin till Chrysippus. Interiör från en rödfigurad kylix, ca. 490-480 f.Kr. Capua.

Zeuxo (grekiska bet tämjd häst) är i den grekiska mytologin en av okeaniderna, en havsnymf, med Okeanos och Tethys som föräldrar. Zeuxo fungerade som de äktenskapliga villkorens gudinna, speciellt ur brudens synvinkel.
Asteroiden 438 Zeuxo är uppkallad efter Zeuxo.